# Oops!... I Did It Again
Pour les articles homonymes, voir Oops!... I Did It Again (homonymie).
Albums de Britney Spears
...Baby One More Time
(1999) Britney
(2001)
Singles
1. Oops!... I Did It Again
Sortie : 27 mars 2000
2. Lucky
Sortie : 8 août 2000
3. Stronger
Sortie : 13 novembre 2000
4. Don't Let Me Be the Last to Know
Sortie : 17 janvier 2001

Oops!... I Did It Again est le deuxième album studio de la chanteuse pop Britney Spears sorti le 16 mai 2000, produit par Max Martin et Rami Yacoub. Il s'est écoulé à près de 20 millions d'exemplaires dans le monde,.

## Promotion
En avril 2000, Britney est allée à Hawaï le dimanche de Pâques, afin de faire un concert spécial pour la Fox « Britney Spears In Hawaï ». Le concert gratuit a commencé à 18 heures sur la plage en face de l’hôtel Hilton Hawaiian Village Lagune à Honolulu. Pour la Fox, ce concert événement était destiné à donner un aperçu de l’album Oops ! ... I Did It Again, qui contient douze chansons, tout en effectuant les chansons de ...Baby One More Time. Britney a un mois de promotion internationale, elle fait des escales à Tokyo, Londres. Elle est aussi apparue à la 42e cérémonie des Grammy Awards.

## Live
Le 7 septembre 2000 au MTV Video Music Awards à New York, Britney Spears fait une prestation qui comprend une reprise de (I Can't Get No) Satisfaction des Rolling Stones ainsi que son tube Oops!... I Did It Again sorti en mai. Alors qu’elle commence dans un costume noir lui couvrant tout le corps, puis déchire son costume pour dévoiler une tenue de couleur chair avec des cristaux Swarovski.

## Liste des titres
| No  | Titre                            | Auteur                                                     | Durée |
| --- | -------------------------------- | ---------------------------------------------------------- | ----- |
| 1.  | Oops!... I Did It Again          | Max Martin, Rami Yacoub                                    | 3:31  |
| 2.  | Stronger                         | Max Martin, Rami Yacoub                                    | 3:23  |
| 3.  | Don't Go Knockin' on My Door     | Max Martin, Rami Yacoub, Alexander Kronlund, Jake Schulze  | 3:43  |
| 4.  | (I Can't Get No) Satisfaction    | Mick Jagger, Keith Richards                                | 4:23  |
| 5.  | Don't Let Me Be the Last to Know | Robert Lange, Shania Twain, Keith Scott                    | 3:50  |
| 6.  | What U See (Is What U Get)       | Per Magnusson, David Kreuger, Jörgen Elofsson, Rami Yacoub | 3:36  |
| 7.  | Lucky                            | Max Martin, Rami Yacoub, Alexander Kronlund                | 3:26  |
| 8.  | One Kiss from You                | Steve Lunt                                                 | 3:23  |
| 9.  | Where Are You Now                | Max Martin, Andreas Carlsson                               | 4:39  |
| 10. | Can't Make You Love Me           | Max Martin, Andreas Carlsson, Kristian Lundin              | 3:17  |
| 11. | When Your Eyes Say It            | Diane Warren                                               | 4:06  |
| 12. | Dear Diary                       | Britney Spears, Jason Blume, Eugene Wilde                  | 2:46  |

### Titres bonus
| No  | Titre              | Auteur                     | Durée |
| --- | ------------------ | -------------------------- | ----- |
| 13. | You Got It All     | Rupert Holmes              | 3:36  |
| 14. | Heart              | George Teren, Eugene Wilde | 4:09  |
| 15. | Girl in the Mirror | Max Martin, Eugene Wilde   | 3:01  |

## Classements
| Pays                                       | Provenance                         | Meilleure Position | Certification | Ventes        |
| ------------------------------------------ | ---------------------------------- | ------------------ | ------------- | ------------- |
| États-Unis (Billboard 200)                 | Billboard/RIAA                     | 1                  | Diamant       | 10.4 million, |
| États-Unis (Billboard Top Internet Albums) | Billboard/RIAA                     | 1                  | Diamant       | 10.4 million, |
| Europe                                     | IFPI                               | 1                  | 4 × Platine   | 4.3 million+  |
| Argentine                                  | CAPIF                              | 1                  | 4x Platine    | 240,000+      |
| Australie (ARIA Albums Chart)              | ARIA                               | 2                  | 3 × Platine   | 210,000+      |
| Autriche                                   | Media Control Europe               | 1                  | 2 × Platine   | 80,000+       |
| Portugal                                   | Fnac Portugal Europe               | 1                  | 4 × Platine   | 80.000+       |
| Brésil                                     | ABPD                               | —                  | Platine       | 265,000+      |
| Canada                                     | Nielsen SoundScan                  | 1                  | 5 × Platine   | 500,000+      |
| Allemagne                                  | NVPI/MegaCharts                    | —                  | 2 × Platine   | 140,000+      |
| Finlande                                   | GLF                                | 2                  | Platine       | 50,000+       |
| France                                     | SNEP                               | 1                  | Platine       | 300 000       |
| Allemagne                                  | Media Control                      | 1                  | 2 × Platine   | 900,000+      |
| Mexique                                    | AMPROFON                           | 1                  | 2 × Platine   | 300,000+      |
| Nouvelle-Zélande                           | Nouvelle-ZélandeRIANZ              | 2                  | 2 × Platine   | 30,000+       |
| Norvège                                    | VG Nett                            | 1                  | Platine       | 40,000+       |
| Philippines                                | PRIA                               | 1                  | 8 × Platine   | 250,000+      |
| Espagne                                    | AFYVE                              | —                  | Platine       | 100,000+      |
| Suède                                      | GLF                                | 1                  | Platine       | 60,000+       |
| Suisse                                     | Media Control                      | 1                  | 2 × Platine   | 100,000+      |
| Royaume-Uni                                | BPI/The Official UK Charts Company | 2                  | 3 × Platine   | 910,000+      |

## Les singles

### Oops!… I Did It Again
| Classement (2000)                      | Meilleure Position |
| -------------------------------------- | ------------------ |
| Monde                                  | 1                  |
| Fin de l'année 2000                    | 2                  |
| Australie                              | 1                  |
| Autriche                               | 2                  |
| Belgique                               | 3                  |
| Canada                                 | 4                  |
| Allemagne                              | 1                  |
| France                                 | 4                  |
| Allemagne : German Singles Chart       | 2                  |
| Israël                                 | 1                  |
| Japon                                  | 67                 |
| Nouvelle-Zélande                       | 1                  |
| Norvège                                | 1                  |
| Philippines                            | 1                  |
| Suède                                  | 1                  |
| Suisse                                 | 1                  |
| Royaume-Uni                            | 1                  |
| États-Unis Billboard Hot 100           | 9                  |
| États-Unis Billboard Top 40 Mainstream | 1                  |
| États-Unis Billboard Top 40 Tracks     | 2                  |

Format du Single
 Royaume-Uni CD Single (9250542)
1. "Oops!...  I Did It Again" [Album Version] — 3:30
2. "Deep In My Heart" — 3:34
3. "From the Bottom of My Broken Heart" [Ospina's Millennium Funk Mix] — 3:29

 Royaume-Uni Cassette Single (9250544)
1. "Oops!... I Did It Again" [Album Version] — 3:30
2. "Oops!... I Did It Again" [Instrumental] — 3:30
3. "From the Bottom of My Broken Heart" [Ospina's Millennium Funk Mix] — 3:29

 Europe/ Australie/ Japon CD Single (9250552)
1. "Oops!... I Did It Again" [Album Version] — 3:30
2. "Oops!... I Did It Again" [Instrumental] — 3:30
3. "From the Bottom of My Broken Heart" [Ospina's Millennium Funk Mix] — 3:29
4. "Deep in My Heart" — 3:34

 Europe 2-Track CD (9250559)
1. "Oops!... I Did It Again" [Album Version] — 3:30
2. "Oops!... I Did It Again" [Instrumental] — 3:30

 Europe Remixes CD (9250792)
1. "Oops!... I Did It Again" [Album Version] — 3:30
2. "Oops!... I Did It Again" [Rodney Jerkins remix] — 3:07
3. "Oops!... I Did It Again" [Ospina's crossover mix] — 3:15
4. "Oops!... I Did It Again" [Riprock 'N' Alex G. Oops! We Remixed Again! (Radio mix)] — 3:54
5. "Oops!... I Did It Again" [Ospina's deep club mix] — 6:05
6. "Oops!... I Did It Again" [Riprock 'N' Alex G. Oops! We Remixed Again! (Club mix)] — 4:52
7. "Oops!... I Did It Again" [Ospina's instrumental dub] — 6:05

 États-Unis Promo 12" Vinyl (DUTCH19)
- Face A:

1. "Oops!... I Did It Again" [Rodney Jerkins remix] — 3:07
2. "Oops!... I Did It Again" [Music Breakdown mix] — 3:16
3. "Oops!... I Did It Again" [Ospina's crossover mix] — 3:15

- Face B:

1. "Oops!... I Did It Again" [Jack D. Elliot club mix] — 6:24
2. "Oops!... I Did It Again" [Riprock 'N' Alex G. Oops! We Remixed Again!] — 4:52
3. "Oops!... I Did It Again" [Ospina's Deep Edit] — 3:24

#### Le clip
Le clip a été tourné en Californie les 17 et 18 mars 2000, sous la direction de Nigel Dick.
Britney Spears porte une combinaison rouge très serrée.
Le clip commence sur une courte scène d’un astronaute qui trouve une pierre sur Mars avec une image de Britney Spears.
Après cela, le sol commence à trembler, Britney Spears apparaît et la musique commence. Au cours du pont de la chanson, Britney Spears fait un flip en l’air pour retrouver l’astronaute.
L’astronaute donne le « cœur de l’océan », le collier du film Titanic à Britney Spears en tant que symbole de son amour pour elle. Elle se demande où il a trouvé le collier en disant « Mais je pensais que la vieille dame l’avait fait tomber à la fin » à quoi il répond « Eh bien, bébé, je suis allé le chercher et il est pour toi ». La danse se poursuit...
Pendant le tournage de la vidéo, Britney a reçu quatre points de suture après qu’une caméra est tombée sur elle.

### Lucky
| Classement (2000)                      | Meilleure Position |
| -------------------------------------- | ------------------ |
| Monde                                  | 2                  |
| Fin de l'année 2000                    | 14                 |
| Autriche                               | 1                  |
| Australie                              | 3                  |
| Belgique                               | 10                 |
| Brésil                                 | 60                 |
| Canada                                 | 50                 |
| Allemagne                              | 4                  |
| Europe Hot 100                         | 1                  |
| Finlande                               | 15                 |
| France                                 | 16                 |
| Allemagne : German Singles Chart       | 1                  |
| Israël                                 | 2                  |
| Italie                                 | 8                  |
| Lettonie : Latvian Airplay Chart       | 2                  |
| Nouvelle-Zélande                       | 4                  |
| Norvège                                | 5                  |
| Philippines                            | 1                  |
| Suède                                  | 1                  |
| Suisse                                 | 1                  |
| Japon                                  | 17                 |
| Royaume-Uni                            | 5                  |
| États-Unis Billboard Hot 100           | 23                 |
| États-Unis Billboard Mainstream Top 40 | 8                  |
| États-UnisBillboard Top 40 Tracks      | 16                 |

Formats du single
| Australie Special Edition CD 1 (9251072) 1. "Lucky" — 3:24 2. "Heart" — 3:00 3. "Lucky" [Jack D. Elliot Radio Mix] — 3:26 4. "Oops!... I Did It Again" [Jack D. Elliot Club Mix] — 6:24 Australie CD 2 (9251062) 1. "Lucky" — 3:24 2. "Oops!... I Did It Again" [Rodney Jerkins Remix] — 3:07 3. "Oops!... I Did It Again" [Ospina's Crossover Mix] — 3:15 4. "Lucky" [Jason Nevins Mixshow Edit] — 5:51 5. "Lucky" [Jason Riprock And Alex G Radio Edit] — 3:58 6. Enhanced With "Oops!... I Did It Again" Video Royaume-Uni CD Single (9251022) 1. "Lucky" — 3:24 2. "Heart" — 3:00 3. "Lucky" [Jack D. Elliot Radio Mix] — 3:26 Royaume-Uni Cassette Single (9251024) 1. "Lucky" — 3:24 2. "Heart" — 3:00 3. "Oops!... I Did It Again" [Jack D. Elliot Club Mix] — 6:24 | Europe CD Single (9250902) 1. "Lucky" — 3:24 2. "Heart" — 3:00 3. "Lucky" [Jack D. Elliot Radio Mix] — 3:26 États-Unis Promo CD (JDJ-427252) 1. "Lucky" — 3:24 2. "Lucky" [Instrumental] — 3:24 3. "Lucky" [Call-Out Research Hook] — 0:11 États-Unis Promo 12" Vinyl (DUTCH23) - Face A: 1. "Lucky" [Jack D. Elliot Club Mix] — 6:42 2. "Lucky" — 3:24 3. "Lucky" [Jack D. Elliot Radio Mix] — 3:26 - Face B: 1. "Lucky" [Riprock 'N' Alex G Extended Club Mix] — 7:16 2. "Lucky" [Jason Nevins Mixshow Edit] — 5:51 |

### Stronger
| Classement (2000)                            | Meilleure Position |
| -------------------------------------------- | ------------------ |
| Monde                                        | 3                  |
| Fin de l'année 2001                          | 21                 |
| Argentine                                    | 2                  |
| Australie                                    | 5                  |
| Autriche                                     | 4                  |
| Belgique                                     | 15                 |
| Brésil                                       | 5                  |
| Canada                                       | 9                  |
| Allemagne                                    | 12                 |
| Finlande                                     | 8                  |
| France                                       | 20                 |
| Allemagne : German Singles Chart             | 4                  |
| Irlande                                      | 6                  |
| Israël                                       | 1                  |
| Italie                                       | 1                  |
| Nouvelle-Zélande                             | 15                 |
| Norvège                                      | 11                 |
| Philippines                                  | 7                  |
| Suède                                        | 4                  |
| Suisse                                       | 6                  |
| Japon                                        | 1                  |
| Royaume-Uni                                  | 7                  |
| États-Unis Billboard Hot 100                 | 11                 |
| États-Unis Billboard Hot 100 Airplay         | 53                 |
| États-Unis Billboard Hot 100 Singles Sales   | 1                  |
| États-Unis Billboard Hot Dance Singles Sales | 2                  |

Format du single
| Europe/ Australie CD Single 1. "Stronger" — 3:23 2. "Stronger" [Instrumental] — 3:23 3. "Walk on By" — 3:34 4. "Stronger" [Miguel 'Migs' Vocal Edit] — 3:41 France CD Single 1. "Stronger" — 3:23 2. "Walk on By" — 3:34 3. "Stronger" [Miguel 'Migs' Vocal Edit] — 3:41 Royaume-Uni CD Single 1. "Stronger" — 3:23 2. "Walk on By" — 3:34 3. "Stronger" [WIP Mix] — 5:50 Royaume-Uni Promo 12" Vinyl - Face A: 1. "Stronger" [WIP Mix] — 5:50 2. "Stronger" — 3:23 - Face B: 1. "Stronger" [Miguel 'Migs' Club Edit] — 3:41 2. "Stronger" [Miguel 'Migs' Vocal Mix] — 6:31 Royaume-Uni Cassette Single 1. "Stronger" — 3:23 2. "Walk on By" — 3:34 3. "Stronger" [Instrumental] — 3:23 | États-Unis CD Single 1. "Stronger" — 3:23 2. "Stronger" [Mac Quayle Club Mix] — 7:50 3. "Stronger" [Pablo La Rosa's Transformation] — 7:21 4. "Stronger" [Miguel 'Migs' Vocal Mix] — 6:31 5. "Stronger" [Jack D. Elliot Club Mix] — 6:38 6. "Stronger" [Pimp Juice's "Ain't No Shame in This Vocal Mix Game"] — Mix 5:50 États-Unis 12" Vinyl - Face A: 1. "Stronger" [Pablo La Rosa's Transformation] — 7:21 2. "Stronger" [Pimp Juice's Extra Strength Dub] - Face B: 1. "Stronger" [Miguel 'Migs' Vocal Mix] — 6:31 2. "Stronger" [Miguel 'Migs' Dub] États-Unis Promo Remix CD 1. "Stronger" [Pablo La Rosa's Transformation Edit] — 3:28 2. "Stronger" [Jack D. Elliot Radio Mix] — 3:31 3. "Stronger" [Miguel 'Migs' Vocal Edit] — 3:42 4. "Stronger" [Mac Quayle Mixshow Edit] — 5:21 5. "Stronger" [Pablo La Rosa's Transformation] — 7:21 6. "Stronger" [Miguel 'Migs' Vocal Mix] — 6:31 7. "Stronger" [Jack D. Elliot Club Mix] — 6:39 8. "Stronger" [Mac Quayle Club Mix] — 7:50 |

### Don't Let Me Be The Last To Know
| Classement (2001)                           | Meilleure Position |
| ------------------------------------------- | ------------------ |
| Monde                                       | 10                 |
| Allemagne                                   | 16                 |
| Autriche                                    | 7                  |
| Argentine                                   | 9                  |
| Belgique                                    | 13                 |
| Brésil                                      | 5                  |
| Canada                                      | 34                 |
| Finlande                                    | 17                 |
| France                                      | 27                 |
| Royaume-Uni                                 | 12                 |
| Irlande                                     | 12                 |
| Norvège                                     | 20                 |
| Philippines                                 | 5                  |
| Suède                                       | 12                 |
| Suisse                                      | 9                  |
| États-Unis Billboard Bubbling Under Hot 100 | 12                 |
| États-Unis Billboard Top 40 Mainstream      | 36                 |

Format du single
| Europe CD single 1. "Don't Let Me Be the Last to Know" — 3:50 2. "Don't Let Me Be the Last to Know" [Hex Hector Radio Mix] — 4:01 3. "Don't Let Me Be the Last to Know" [Hex Hector Club Mix] — 10:12 4. "Stronger" [Mac Quayle Mixshow Edit] 5:21 5. "Stronger" [Pablo La Rosa's Transformation] — 7:21 France CD single 1. "Don't Let Me Be the Last to Know" — 3:50 2. "Don't Let Me Be the Last to Know" [Hex Hector Radio Mix] — 4:01 3. "Stronger" [Mac Quayle Mixshow Edit] — 5:21 Japon CD single 1. "Don't Let Me Be the Last to Know" — 3:50 2. "Don't Let Me Be the Last to Know" [Hex Hector Radio Mix] — 4:01 3. "Oops!... I Did It Again" [Rodney Jerkins Remix] — 3:07 4. "Lucky" [Jack D. Elliott Radio Mix] — 3:27 5. "Stronger" [Miguel 'Migs' Vocal Edit] — 3:42 6. "Oops!... I Did It Again" [Ospina's Deep Edit] — 3:24 7. "Oops!... I Did It Again" [Instrumental] — 3:30 | Royaume-Uni CD single 1. "Don't Let Me Be the Last to Know" — 3:50 2. "Don't Let Me Be the Last to Know" [Hex Hector Radio Mix] — 4:01 3. "Don't Let Me Be the Last to Know" [Hex Hector Club Mix] — 10:12 Royaume-Uni limited edition 1. "Don't Let Me Be the Last to Know" — 3:50 2. "Oops!... I Did It Again" [Riprock 'N' Alex G Radio Edit] — 3:54 3. "Stronger" [Mac Quayle Mixshow Edit] — 5:21 4. Enhanced With "Don't Let Me Be the Last to Know" Video Royaume-Uni promo 12" vinyl - Face A: 1. "Don't Let Me Be the Last to Know" [Hex Hector Club Mix] — 10:12 2. "Don't Let Me Be the Last to Know" [Thunderpuss Radio Mix] — 4:22 - Face B: 1. "Stronger" [Mac Quayle Mix Show Edit] — 5:21 2. "Don't Let Me Be the Last to Know" — 3:50 |

### When Your Eyes Say It
Promotion annulée

## Reprises
Le titre Oops!... I Did It Again a été repris par Children of Bodom (il s'agit d'une reprise parodique).
Le refrain de la chanson est chanté par le personnage de l'actrice Jamie-Lynn Sigler dans le dernier épisode de la saison 3 de la série Les Soprano pour perturber le chant du personnage de Dominic Chianese.
Il a également été parodié par le studio Paral & Piped en Oups ! Je suis une grosse chienne.

## Sources
- (en) Cet article est partiellement ou en totalité issu de l’article de Wikipédia en anglais intitulé « Oops!... I Did It Again » (voir la liste des auteurs).